# Callionymus koreanus
Callionymus koreanus es una especie de peces de la familia Callionymidae en el orden de los Perciformes.

## Morfología
• Los machos pueden llegar alcanzar los10,7 cm de longitud total.

## Hábitat
Es un pez  de mar y de clima subtropical y demersal.

## Distribución geográfica
Se encuentra en el Mar Amarillo.

## Observaciones
Es inofensivo para los humanos